# Camillina ventana
Camillina ventana är en spindelart som beskrevs av Ferreira, Zambonato och Arno Antonio Lise 2004. Camillina ventana ingår i släktet Camillina och familjen plattbuksspindlar. Inga underarter finns listade.